# 路易维尔市政厅
路易维尔市政厅为美国肯塔基州路易维尔的建筑，于1976年列入美国国家史迹名录中。此建筑竣工于1873年，供路易维尔市政府入驻，其所在的西杰斐逊街601号如今为路易维尔下城的一部分，是为该市的中心区。
自原路易维尔市与该州杰斐逊县合并后，该市政厅主要用作路易维尔都会区议会的办公室及议场。合并后的路易维尔都会市长之主要驻地则在原杰斐逊县政府大楼，其处现更名为路易维尔都会区市政厅。

## 历史
在兴建此厅之前，其地已经是路易维尔市中心。首座县政府大楼于1784年以原木建造，与今日市政厅之所在隔街对望。1811年市政厅现址上建起砖砌县政府大楼，矗立其处直到1937年止。本文所述市政厅建成之先，路易维尔市政府与县政府同处一厅。
市政厅开建前，该市市政府无专门的大楼可用。建造方案经由1867年举办的设计比赛遴选，胜者得奖金500美元。当年4月优胜者决出，为本地建筑师约翰·安德鲁沃瑟及默杰尔（C. S. Mergell）。1870年夏末，市政厅建设的最终方案由安德鲁沃瑟拟定。当时安氏受任为主管建筑师，另有建筑公司斯坦克利夫公司（C. L. Stancliff and Co.）参与设计。同年市政厅破土动工，原政府大楼所余部分提前拆除。有市政工程师圣约翰（I. M. St. John）受路易维尔议会选定监督项目。
建筑中采用有印第安纳石灰岩，从印第安纳州塞勒姆附近白河采石场生产，而自1870年建设到1873年，至终耗资46万4778美元。其后建筑外表曾整葺数次，惟大体无变动，至于内部则彻底改造过几番。
1909年紧邻市政厅西建成一座配楼，其式样为希腊罗马式，由科尼利厄斯·克廷（Cornelius Curtin）设计。沿杰斐逊街依序的下一栋建筑则为1891年建成的消防站，其于1937年并入市政厅建筑群，而用于容纳该市收税官，很快即得名「偿债基金大楼」。20世纪后期此处是路易维尔检查、许可证及牌照署的办公地，直至2004年迁出。以上三座建筑于1976年一并以市政厅建筑群的名义列入美国国家史迹名录中。

## 建筑
市政厅建筑风格为意大利风格及第二帝国风格的混合，颇为吸引人，两种风格在当时民用建筑中皆甚流行。此一设计反映出路易维尔市对内战后时代十分乐观的展望。主入口上方的山花主体以浮雕方式刻有市徽及一列蒸汽机车从美国南方绿丛侧畔吐雾向前之景，车上有铭文「进步」「1871」。入口两侧窗户上方的龛楣还刻有牲畜头像，以表现路易维尔早期历史中农业之重要。
市政厅于地上有完整楼层三层，地下室半露于地面，而最为突出的特色为195英尺（59）高，带复折式屋顶的四面时钟楼。现今的钟楼直至1876年方建成，其先本有一座，惟于1875年毁于火。钟楼上有3吨重时钟一座，报时至1964年损坏。1968年时钟得以修复，然1970年代重又损坏。至1991年，时钟再得修复。

## 图集

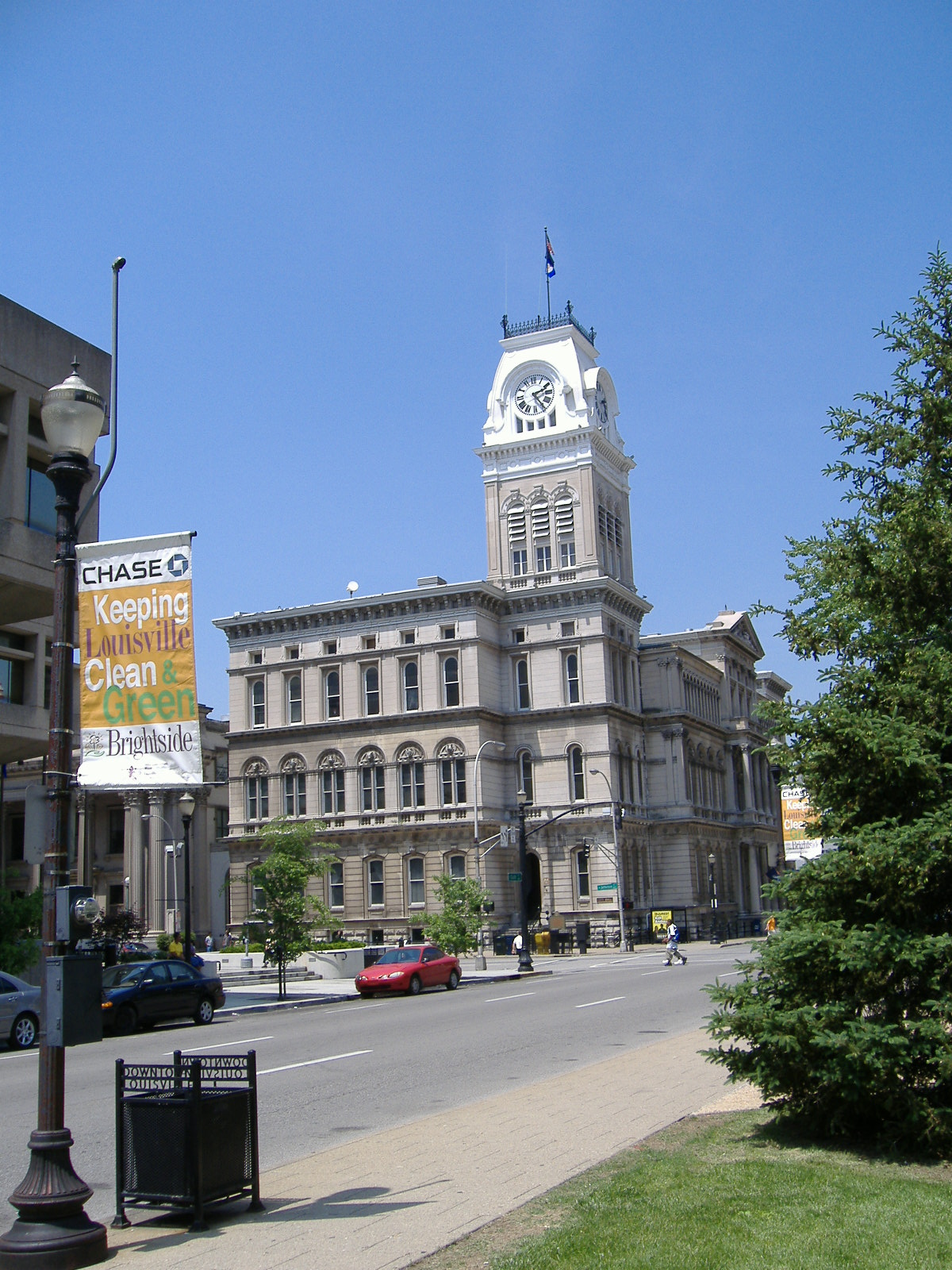
从南侧路易维尔第六街远观市政厅
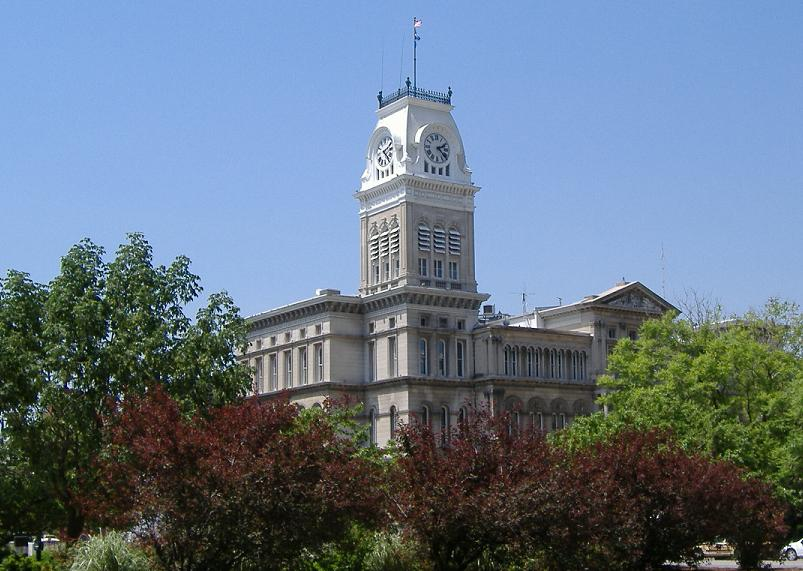
自东南方向远观市政厅
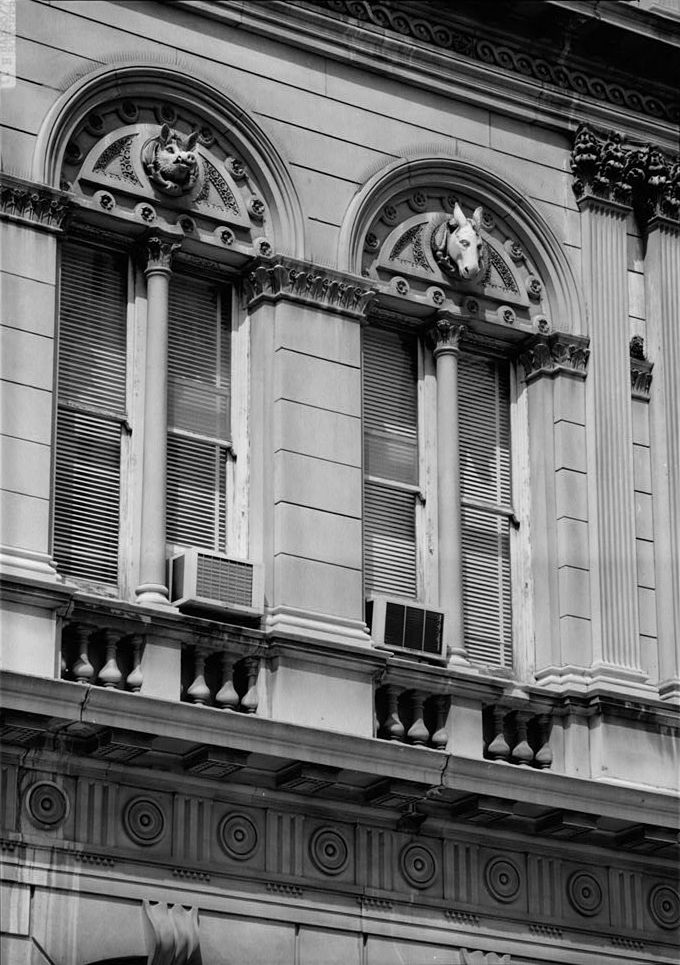
窗上雕刻细部

## 文内引注
1. ↑  . National Register of Historic Places. National Park Service. 2007-01-23.
2. 1 2 3 4 5 6 7 8 9 10  Stern, Douglas L. Kleber, John E. , 编. . The Encyclopedia of Lousville. University Press of Kentucky. 2001: 189.
3. ↑  Luhan, Gregory A.; Domer, Dennis; Mohney, David. . Princeton Architectural Press. 2004: 122.
4. ↑  Smith, G. E. Kidder. . Princeton Architectural Press. 2000: 193.
5. ↑  Lebovich, William L.; Historic American Buildings Survey. . Preservation Press. 1984: 64.